# Norman Granz

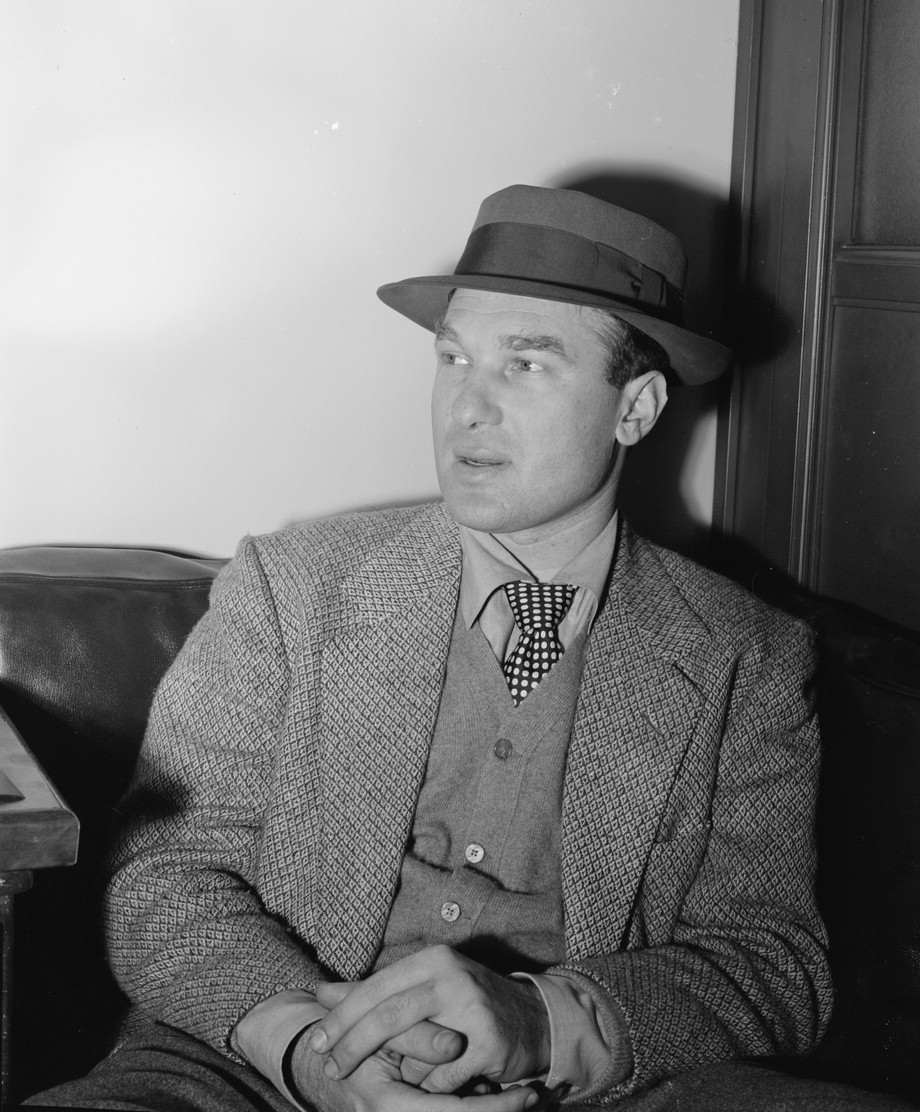
Norman Granz en 1947

Norman Granz (6 de agosto de 1918-Ginebra, 22 de noviembre de 2001) fue un impresario de jazz, considerado «el de más éxito de la historia de jazz». Fue mánager de, entre otros destacados artistas del género, Ella Fitzgerald y Oscar Peterson.
En 1954, el crítico de jazz Nat Hentoff, en un artículo para Down Beat, afirmó que Grantz había hecho «más que ningún otro del mundo del jazz… para apoyar a aquellos artistas que forman la mainstream [la columna vertebral] de la tradición jazzística, aquellos artistas cuyas raíces vitales están en el jazz y sin quienes no habría ningún jazz moderno, ni cool ni turbulento».
Además de fundar algunas de las más destacadas casas discográficas dedicadas al género, Clef, Norgran, fusionadas en 1956 para formar Verve y, varios años después, Pablo, fue igualmente conocido por su lucha contra la discriminación racial en los EE. UU. y por su desprecio hacia los críticos de jazz.
En 1944, como respuesta a la discriminación racial practicada por los clubes de jazz de Los Ángeles, Granz los alquilaba los días que solían cerrar al público y promocionó conciertos de bandas racialmente mixtas para audiencias también racialmente mixtas. A raíz del éxito de su fórmula, ese año alquiló el Philharmonic Auditorium, sede de la Los Angeles Philharmonic Orchestra, y con capacidad para 2700 personas, con el fin de recaudar fondos para los derechos civiles y que dio lugar al Jazz At The Philharmonic (JATP), el nombre dado a una serie de giras y conciertos que recorrieron los Estados Unidos entre 1944 y 1959, además de Europa y Japón. En 1946, fundó la discográfica Clef para comercializar las grabaciones del JAPT.
Después de vender el catálogo de grabaciones de Verve a MGM en 1961 por 2,5 millones de dólares, Grantz se retiró a Suiza y en 1973 fundó Pablo Records, nombrado por su amigo Pablo Picasso, quien le dio el logotipo de la discográfica. Vendió Pablo Records a Fantasy Records en 1987.